# Adam Wardyński
Adam Łukasz Wardyński (ur. 10 grudnia 1866 w Broniszewie, zm. 30 maja 1937 w Ostrowcu Świętokrzyskim) - lekarz i społecznik.

## Życiorys
Ukończył studia medyczne w Warszawie. Następnie odbył praktykę i uzyskał specjalizację w zakresie chirurgii w renomowanej warszawskiej klinice doktora Silmana. W 1894 przeniósł się do Ostrowca Świętokrzyskiego, gdzie został zatrudniony jako kierownik i lekarz nowo otwartego szpitala Zakładów Ostrowieckich w Klimkiewiczowie. Zakład który obejmował swą opieką 2 500 pracowników zakładu i mieścił 30 pacjentów. Funkcjonował na parterze budynku, zaś na jego piętrze znajdowały się ambulatorium i apteka oraz mieszkanie dr. Wardyńskiego. W zakładowym szpitalu dr. Wardyński miał do czynienia głównie z ofiarami wypadków przy pracy i najczęściej wykonywał chirurgiczne zabiegi powypadkowe. W pozostałych, bardziej ogólnych przypadkach pomagało mu dwóch felczerów. W latach 1900–1907 współpracował z nim także drugi lekarz Ignacy Dąbrowskii. Jako ordynator i naczelny lekarz fabryczny zabiegał energicznie u administracji Zakładów Ostrowieckich o powiększenie szpitala i głównie dzięki temu w latach poprzedzających wybuch pierwszej wojny światowej zwiększono liczbę łóżek do 36. Kierował szpitalem fabrycznym w Klimkiewiczowie do 1925 roku, to jest do czasu przekazania go nowo utworzonej Kasie Chorych. Sam Wardyński przeszedł na emeryturę z początkiem lat 30.
Oprócz pracy zawodowej był aktywnym społecznikiem. Związany z kręgami liberalno-demokratycznymi. Współzałożyciel ostrowieckiego oddziału Uniwersytetu Ludowego Ziemi Radomskiej,  Ostrowieckiego Towarzystwa Wspomagania Biednych (1908), ostrowieckiego oddziału Polskiego Towarzystwa Turystycznego (1913) i Towarzystwo Opieki nad Średnią Szkołą Żeńską w Ostrowcu (1918). W czasie pierwszej wojny światowej był prezesem Ostrowieckiej Rady Opiekuńczej. Zorganizował bezpłatną kuchnię dla bezrobotnych pracowników Zakładów Ostrowieckich. Od 1916 członek Rady Opiekuńczej gimnazjum męskiego w Ostrowcu. 
Po odzyskaniu niepodległości przez Polskę czynnie działał w Komitecie Pomocy Bezrobotnym. Pochowany na cmentarzu w Szewnej. 
Jego imię nosiła w latach 1937-1952 jedna z ulic na Klimkiewiczowie, obecnie nosi ją od 1982 jedna z ulic w centrum Ostrowca Świętokrzyskiego.

## Rodzina
Urodził się w zubożałej rodzinie ziemiańskiej, herbu Godziemba. Syn Andrzeja Józefa (1841-1899) i Justyny z Kasińskich (1842-1917). Jego siostrą była Zofia Beata z Wardyńskich (1880-1963) od lutego 1905 żona inżyniera i przywódcy ostrowieckiej PPS Ignacego Boernera Ożenił się Wandą z Jeżewskich, z którą miał córkę Halinę Innocentę (1905-1943), od czerwca 1929 żonę  Erazma Mieszczańskiego, oraz syna także lekarza chirurga - Sławomira Feliksa (1906-1940),. 

## Literatura
- Zbigniew Pękala, Wardyński Adam Łukasz (1867-1937), Świętokrzyski Słownik Biograficzny, t. 2 pod red. Jerzego Szczepańskiego, Kielce 2009, s. 481-482
- Marian Banaszak, Adam Wardyński (1867-1937), "Wiadomości Świętokrzyskie", 2003, nr 24 (416)
- Ś. p. Adam Wardyński. T. 7, (1867-1937). Pamiętnik Koła Kielczan, Kielce-Warszawa 1937, s. 108-109